# Rhamphomyia micrargyra
Rhamphomyia micrargyra är en tvåvingeart som beskrevs av Mario Bezzi 1909. Rhamphomyia micrargyra ingår i släktet Rhamphomyia och familjen dansflugor. Inga underarter finns listade i Catalogue of Life.